# Vittoria Accoramboni
Vittoria Accoramboni (Gubbio, 15 de febrero de 1557-Padua, 22 de diciembre de 1585), duquesa consorte de Bracciano, fue una aristócrata italiana famosa por su gran belleza y su desdichado final. Su agitada vida ha servido de base para distintas obras literarias.

## Biografía
Nació en Gubbio, era la décima hija de una familia perteneciente a la nobleza menor de la ciudad. Su familia emigró a Roma en un intento de mejorar su fortuna. Su padre, después de rehusar diversas propuestas de matrimonio para Vittoria, la prometió a Francesco Peretti, persona sin gran posición social pero que era sobrino del cardenal Montalto, uno de los candidatos en mejor posición para convertirse en papa.
Vittoria fue admirada y adorada por muchos de los hombres más inteligentes y brillantes de Roma. Entre sus admiradores más fervientes se encontraba Paolo Giordano I Orsini, duque de Bracciano y uno de los hombres más poderosos de Roma. En 1581, el hermano de Vittoria, en su afán de verla convertida en la esposa del duque, asesinó a Peretti. El duque fue considerado sospechoso de complicidad en el crimen, sobre todo después de estar también involucrado en la muerte de su primera esposa, Isabel de Médici. Poco después Vittoria y el duque se casaron.  
Se trató de anular el matrimonio y Vittoria fue encarcelada; solo fue liberada tras la intervención del cardenal Carlo Borromeo. En 1585, el cardenal Montalto se convirtió en papa con el nombre de Sixto V. Sabiendo que el nuevo papa tenía intención de castigar a los autores del crimen de su sobrino, el duque huyó primero a Venecia y de allí a Salò, en territorio veneciano. Murió en esta ciudad en noviembre de 1585, legando todos sus bienes personales a su viuda (el ducado de Bracciano lo dejó al hijo de la primera esposa).
Vittoria se retiró a Padua, donde fue seguida por Ludovico Orsini, pariente de su difunto marido, y agente de la República veneciana. Pero en una disputa surgida, Ludovico encargó a un grupo de hombres el asesinato de Vittoria, a finales de 1585. Él mismo y casi todos sus cómplices fueron posteriormente condenados a muerte por orden de la República de Venecia.

## La figura de Vittoria en la literatura
Su historia ha servido de base a diversas obras literarias: 
- El drama de John Webster, "El diablo blanco", o "La tragedia de Paolo Giordano Ursini" (1612).
- La novela de Stendhal, Vittoria Accoramboni (1837-1839)
- La novela de Ludwig Tieck, Vittoria Accoramboni (1840)
- La novela de Robert Merle, "l'Idole" (1987)